# Topsham (Devon)
Topsham ist ein kleiner Ort in Devon, England. Er liegt am oberen Ende des Ästuars des River Exe zwischen Exeter und Exmouth und hatte nach der Volkszählung von 2011 insgesamt 5519 Einwohner.
Die Keltensiedlung von Topsham wurde nach dem römischen Einfall in Großbritannien im ersten Jahrhundert n. Chr. zum Hafen der Stadt Isca Dumnoniorum (heute Exeter) und behielt diese Rolle bei, bis die Römer sich gegen 400 aus England zurückzogen. Im 7. Jahrhundert wuchs die Siedlung unter der sächsischen Herrschaft im östlichen Devon zu einem Dorf von beträchtlicher Größe.
Obwohl es nur die Bevölkerung eines Dorfes hatte, wurde Topsham durch ein königliches Statut von 1300 das Stadtrecht verliehen. Heute ist der Ort offiziell ein Vorort Exeters. Topshams Lage, die eine geschützte Bucht für den Seehandel anbietet, ermöglichte eine Blüte als Hafen und als Zentrum von Fischerei und Schiffbau. Im Englischen Bürgerkrieg fand hier ein Angriff der Marine der Parlamentarier statt.

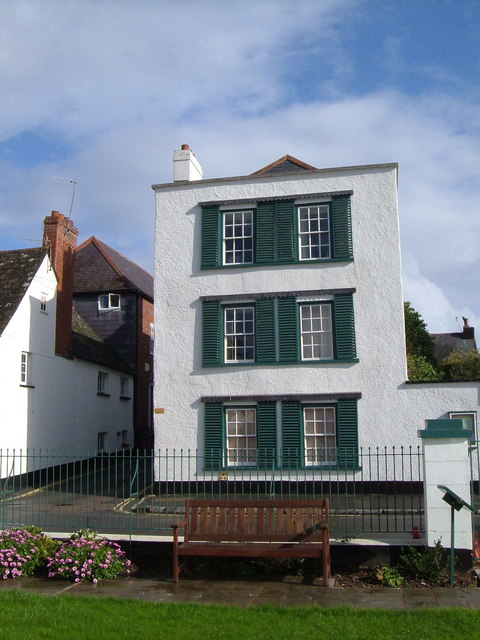
Das Museum von Topsham

Die Anziehungskraft des ehemals wichtigen Seehafens liegt heute in der Architektur, der Landschaft und der Nähe zu den Naturreservaten für Wat- und Wandervögel um die Mündung des River Exe, eine Site of Special Scientific Interest.
In Topsham gibt es viele Häuser im niederländischen Stil, die aus Topshams Blütezeit als Baumwollhafen stammen. Viele der Häuser in Topsham wurden mit niederländischen Ziegeln gebaut, die als Ballast mit niederländischen Schiffen kamen, die Wolle und Baumwolle aus Südwestengland exportierten.
Das Museum von Topsham befindet sich in einem von mehreren Gebäuden des 17. Jahrhunderts, die die Exe-Mündung überblicken. Neben den stilecht eingerichteten Räumen können auch Ausstellungsstücke der Lokalgeschichte und Memorabilia der Schauspielerin Vivien Leigh besichtigt werden. Das Museum ist von April bis Oktober geöffnet.
Die St Margaret's Church, der Church of England zugehörig, geht bis ins 10. Jahrhundert zurück. Obwohl sie im Laufe der Jahrhunderte mehrfach neu gebaut wurde, blieb der 937 von König Æthelstan festgelegte Ort immer derselbe.
Das Bridge Inn an der Straße nach Clyst St George befindet sich an einer Stelle, die bereits im Domesday Book erwähnt wurde.

## Persönlichkeiten
- Anne Ward (1825–1896), Vertreterin der Frauenbewegung
- William Stewart Mitchell D’Urban (1836–1934), Naturforscher